# Первомайский (Октябрьское сельское поселение)
Первома́йский — посёлок в Красноармейском районе Краснодарского края.
Входит в состав Октябрьского сельского поселения.

## Население
| 2002 | 2010  |
| ---- | ----- |
| 1040 | ↘1035 |

## Улицы
| - ул. Жлобы, - пер. Казачий, - ул. Комсомольская, - ул. Ленина, - ул. Луговая, - ул. Мира, - ул. Мичурина, | - ул. Набережная, - ул. Прикубанская, - ул. Свободы, - ул. Степная, - ул. Школьная, - пер. Школьный. |